# Winterkorrelhoed
De winterkorrelhoed (Cystoderma simulatum) is een paddenstoel uit de familie Agaricaceae. Hij leeft saprotroof op hout en is vorstbestendig.

## Kenmerken

### Uiterlijke kenmerken
De hoed van de paddenstoel is oranje tot roodbruin gekleurd en voorzien van okerkleurige vlokken. Bovendien is deze grof gerimpeld. De rand van de hoed blijft lang ingerold. De lamellen zijn adnate of zeer licht aflopend. De kleur is aanvankelijk wit en met de loop der tijd worden ze geelachtig. De steel is 1,5 tot 4 cm lang, 2,5 tot 4 mm dik en heeft dezelfde kleur als de hoed. Een rafelige en vergankelijke ring bevindt zich ongeveer halverwege de steel of lager. 
De sporenprint is bleek crème.

### Microscopische kenmerken
De sporen zijn ellipsoïdaal tot subbolvormig, glad, amyloïde en meten 3,5-5 × 2,5-3,5 μm. De basidia zijn 4-sporig en meten 16-28 × 4-6 µm. De hoedhuid bestaat uit sphaerocysten. Dit zijn ronde hyaliene cellen, die bruin-kaneelkleurig worden met KOH en meten 14-46(56) × 11-30 µm. Net onder de hoedhuid bevinden zich arthrosporen, ongeslachtelijke, cilindrische sporen, die gevormd worden door afsplitsing van gesepteerde hyfen met afmeting 3,2-6,4 (9) × 2,4-4 µm.

## Verspreiding
De winterkorrelhoed komt voor die voorkomt in Engeland, Duitsland, Nederland en op Elba (Italië). In 1957 is hij voor het eerst waargenomen en gevonden door Peter D. Orton in Groot-Brittannië . 
In Nederland komt de winterkorrelhoed zeldzaam voor. De paddenstoel werd in 2006 voor het eerst in Nederland gesignaleerd, in kasteelpark Nijenrode te Breukelen. De bodem bestaat in het vondstbosje uit klei op veen, is erg vochtig en er ligt veel dood loofhout, wat van belang is geweest voor de ontwikkeling van de paddenstoel.  Hierna is hij ook op een aantal andere plaatsen verspreid door het land met zekerheid gevonden.